# Бельское (озеро, Московская область)
Бельское (Белое) — старица правобережной поймы среднего течения реки Москва на территории городского округа Бронницы Московской области.
Через протоку в озеро Старичное сообщается с Велинкой — правым притоком Москвы.
В конце XVII века в Бронницах около озера Бельского открылся один из первых конных заводов России, основой для кормовой базы которого стали отличные заливные луга в пойме Москвы-реки.
Через водоём построен подвесной 80-метровый пешеходный мост высотой 20 м.

## Достопримечательности
- Казармы конного полка первой половины XIX века (55°25′29″ с. ш. 38°16′27″ в. д.HGЯO) — памятник гражданской архитектуры, находящийся под охраной государства как объект культурного наследия;
- На южном берегу озера находится селище (I тыс. до н. э. — I тыс. н. э.), предлагаемое к постановке на охрану как объект археологического наследия[4].